# Anthem (Toyah)
Anthem is het derde studioalbum van Toyah, de muziekgroep rondom Toyah Willcox. Toyah had voor dit album haar vorige band grotendeels opgedoekt; haar acteerloopbaan trad even naar de voorgrond in de productie van Sugar and Spice en dat gaf spanningen in de originele band. Bogen stelde ondertussen een nieuwe band samen en Toyah trok met drie nieuwe musici de Marquee Studio in Londen in. De personeelswisseling bleek een succes want Anthem is tot op heden (2011) het best verkochte album van Toyah. Dit zal mede gekomen zijn doordat de singles I want to be free en Its a mystery goed verkochten (al zij het in Engeland). Toyah kon door het succes de obscure zaaltjes verlaten en in het wat meer professionele circuit optreden. De muziek is een flink eind richting de progressieve rock met lichtklinkende synthesizers, het publiek bleef steevast punkers.   

## Musici
- Toyah Willcox – zang (vanaf nu “vocals”) en werd aangeduid als The Boss;
- Joel Bogen – gitaar (overblijvend uit oude Toyah)
- Phil Spalding – basgitaar (voorheen Original Mirrors)
- Adrian Lee – toetsinstrumenten (solowerk, later Mike and the Mechanics)
- Nigel Glockler – slagwerk (uit The Associates, later Saxon)

## Muziek
| Nr. | Titel                                             | Duur |
| --- | ------------------------------------------------- | ---- |
| 1.  | I want to be free (Willcox, Bogen)                | 3:11 |
| 2.  | Obsolete (Willcox, Bogen, Glockler)               | 2:37 |
| 3.  | Pop star (Willcox, Lee, Glockler)                 | 3:56 |
| 4.  | Elocution lesson (Willcox, Bogen)                 | 2:33 |
| 5.  | Jungle of Jupiter (Willcox, Bogen, Spalding)      | 5:12 |
| 6.  | I am (Willcox, Bogen)                             | 3:23 |
| 7.  | It’s a mystery (Keith Hale)                       | 4:09 |
| 8.  | Masai boy (Willcox, Lee)                          | 4:06 |
| 9.  | Marionette (Willcox, Bogen)                       | 5:37 |
| 10. | Demolition man (Willcox, Lee)                     | 3:51 |
| 11. | We are (Willcox, Bogen)                           | 3:14 |
| 12. | Revelations (Willcox, Bogen)                      | 3:35 |
| 13. | War boys (Willcox)                                | 3:38 |
| 14. | Angels and demons (Willcox, Hale)                 | 6:51 |
| 15. | Thunder in the mountains (Willcox, Lee, Glockler) |      |

Revelations, War boys, Angels and demons en Thunder in the mountains vormden de extended play Four from Toyah en waren bonustracks op de eerste cd-versie.
Het bestelnummer van het album was in verschillende landen VOOR1, er is nooit een VOOR2 gekomen.

## Hitnotering
In Nederland haalden album noch singles de lijsten. Het album stond wel 46 weken in de Britse albumlijst.
| Hitnotering: 30-05-1981 t/m 10-04-1982 | Hitnotering: 30-05-1981 t/m 10-04-1982 | Hitnotering: 30-05-1981 t/m 10-04-1982 | Hitnotering: 30-05-1981 t/m 10-04-1982 | Hitnotering: 30-05-1981 t/m 10-04-1982 | Hitnotering: 30-05-1981 t/m 10-04-1982 | Hitnotering: 30-05-1981 t/m 10-04-1982 | Hitnotering: 30-05-1981 t/m 10-04-1982 | Hitnotering: 30-05-1981 t/m 10-04-1982 | Hitnotering: 30-05-1981 t/m 10-04-1982 | Hitnotering: 30-05-1981 t/m 10-04-1982 | Hitnotering: 30-05-1981 t/m 10-04-1982 | Hitnotering: 30-05-1981 t/m 10-04-1982 | Hitnotering: 30-05-1981 t/m 10-04-1982 | Hitnotering: 30-05-1981 t/m 10-04-1982 | Hitnotering: 30-05-1981 t/m 10-04-1982 | Hitnotering: 30-05-1981 t/m 10-04-1982 | Hitnotering: 30-05-1981 t/m 10-04-1982 | Hitnotering: 30-05-1981 t/m 10-04-1982 | Hitnotering: 30-05-1981 t/m 10-04-1982 | Hitnotering: 30-05-1981 t/m 10-04-1982 |
| Week:                                  | 1                                      | 2                                      | 3                                      | 4                                      | 5                                      | 6                                      | 7                                      | 8                                      | 9                                      | 10                                     | 11                                     | 12                                     | 13                                     | 14                                     | 15                                     | 16                                     | 17                                     | 18                                     | 19                                     | 20                                     |
| -------------------------------------- | -------------------------------------- | -------------------------------------- | -------------------------------------- | -------------------------------------- | -------------------------------------- | -------------------------------------- | -------------------------------------- | -------------------------------------- | -------------------------------------- | -------------------------------------- | -------------------------------------- | -------------------------------------- | -------------------------------------- | -------------------------------------- | -------------------------------------- | -------------------------------------- | -------------------------------------- | -------------------------------------- | -------------------------------------- | -------------------------------------- |
| Positie:                               | 3                                      | 2                                      | 4                                      | 4                                      | 5                                      | 5                                      | 7                                      | 8                                      | 8                                      | 15                                     | 18                                     | 25                                     | 20                                     | 18                                     | 13                                     | 18                                     | 30                                     | 59                                     | 54                                     | 38                                     |
| Week:                                  | 21                                     | 22                                     | 23                                     | 24                                     | 25                                     | 26                                     | 27                                     | 28                                     | 29                                     | 30                                     | 31                                     | 32                                     | 33                                     | 34                                     | 35                                     | 36                                     | 37                                     | 38                                     | 39                                     | 40                                     |
| Positie:                               | 31                                     | 31                                     | 37                                     | 36                                     | 52                                     | 55                                     | 63                                     | 68                                     | 34                                     | 37                                     | 41                                     | 41                                     | 31                                     | 25                                     | 42                                     | 48                                     | 50                                     | 63                                     | 77                                     | 77                                     |
| Week:                                  | 41                                     | 42                                     | 43                                     | 44                                     | 45                                     | 46                                     | 47                                     | 48                                     | 49                                     | 50                                     | 51                                     | 52                                     | 53                                     | 54                                     | 55                                     | 56                                     | 57                                     | 58                                     | 59                                     | 60                                     |
| Positie:                               | 62                                     | 47                                     | 72                                     | 73                                     | 91                                     | 76                                     | uit                                    |                                        |                                        |                                        |                                        |                                        |                                        |                                        |                                        |                                        |                                        |                                        |                                        |                                        |

In Noorwegen haalde het album ook uit; hoogste positie nummer 20 in 7 weken notatie. 